# Mario & Sonic
Mario & Sonic is een verzameling computerspellen waarin zowel Mario (van Nintendo) als Sonic the Hedgehog (van Sega) de hoofdrol spelen. De serie bestaat uit de volgende spellen:
| Jaar | Titel                                                    | Platforms           |
| ---- | -------------------------------------------------------- | ------------------- |
| 2007 | Mario & Sonic op de Olympische Spelen                    | Wii, Nintendo DS    |
| 2009 | Mario & Sonic op de Olympische Winterspelen              | Wii, Nintendo DS    |
| 2011 | Mario & Sonic op de Olympische Spelen: Londen 2012       | Wii, Nintendo 3DS   |
| 2013 | Mario & Sonic op de Olympische Winterspelen: Sotsji 2014 | Wii U               |
| 2016 | Mario & Sonic op de Olympische Spelen: Rio 2016          | Wii U, Nintendo 3DS |
| 2019 | Mario & Sonic op de Olympische Spelen: Tokio 2020        | Nintendo Switch     |